# Ford Fiesta
La Ford Fiesta è un'autovettura di segmento B prodotta dalla casa automobilistica statunitense Ford, tramite la filiale europea. In produzione dal 1976 al 2023, nel 2017 è giunta alla settima generazione. La produzione del modello è terminata a luglio 2023.

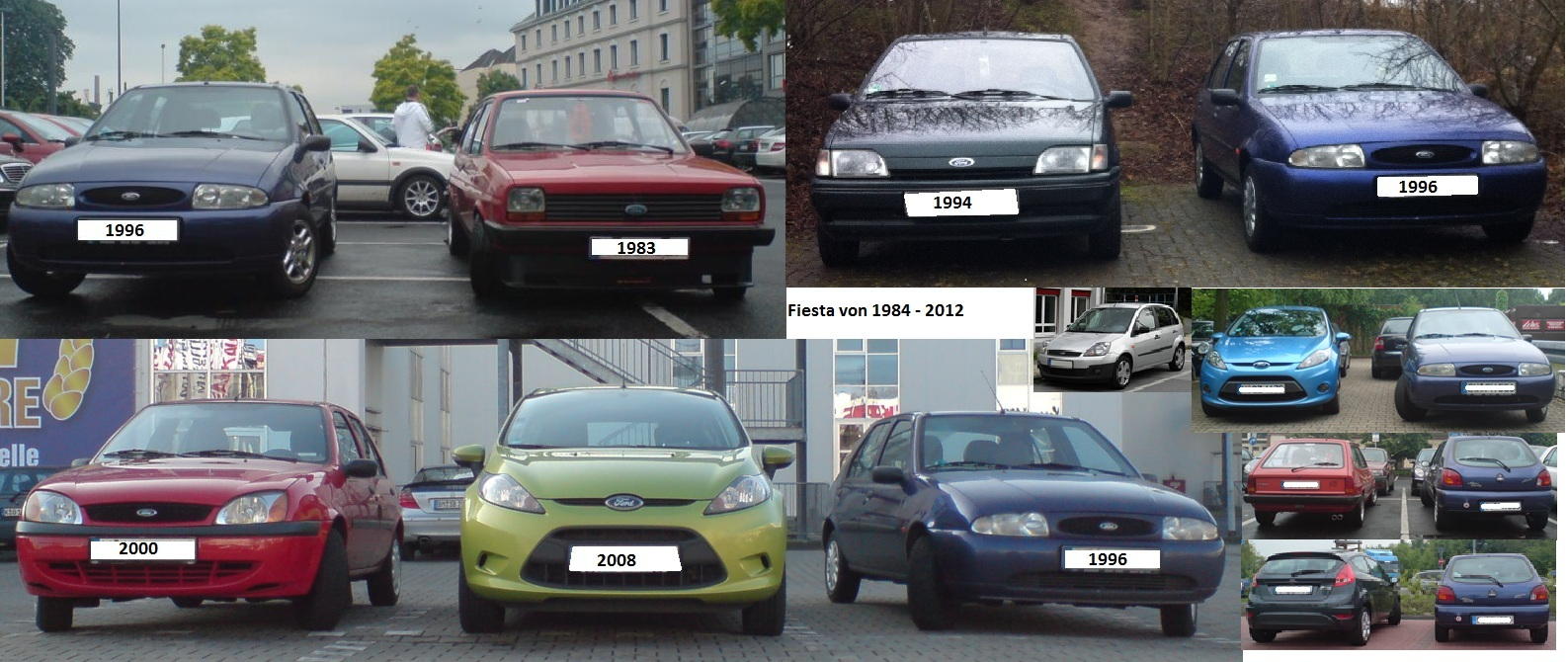
Le prime sei generazioni a confronto

## Le origini
Il progetto Fiesta iniziò a fine 1969, quando il presidente della Ford Division Lee Iacocca decise di realizzare una vettura compatta, a basso costo, da vendere in Europa. La comparsa della Fiat 128 aveva infatti reso obsoleta la "Ford Escort" a trazione posteriore e l'imminente lancio delle più piccole Fiat 127 e della Renault 5 rischiava di togliere alla Ford altre quote significative sul mercato europeo. Il nome in codice del progetto fu "Bobcat", il quale prevedeva anche la costruzione di nuovi impianti di produzione e la progettazione di nuove tecnologie. Il primo passo fu cercare di costruire un nuovo impianto di assemblaggio ad Almussafes (provincia di Valencia) con l'appoggio del Re Juan Carlos, appena incoronato sovrano.
Nel frattempo, ingegneri e designer lavorarono sulla vettura, il cui primo prototipo era già pronto nel 1970. In particolare vari centri stile americani ed europei, per esempio quelli di Dunton in Gran Bretagna, di Colonia in Germania e la Ghia di Torino, crearono delle maquette basandosi sui dati comunicati dagli ingegneri. Questi ultimi vennero esposti in segretezza a Losanna (Svizzera) a clienti di vari mercati europei, in modo tale da testare l'opinione pubblica. Il prototipo scelto, dal quale discende l'aspetto esteriore della "Fiesta" 1ª serie fu quello denominato "Wolf" e realizzato dalla Ghia a Torino su disegno di Tom Tjaarda e Paolo Martin.
Nel dicembre 1973, in seguito alla crisi petrolifera, il Comitato di Direzione Ford approvò "Progetto Bobcat", mentre la costruzione del nuovo impianto di Valencia iniziò il mese successivo.
Il nome Fiesta non venne scelto fino al 1974, quando la Ford restrinse l'iniziale lista di 50 nomi a 5: Bravo, Fiesta, Amigo, Strada e Pony. Sebbene Bravo fosse il nome voluto dalla dirigenza per la nuova utilitaria dell'Ovale blu, Henry Ford II optò per "Fiesta" in quanto era una parola dinamica, allegra e che omaggiava la nuova alleanza tra Ford e Spagna.

## Prima serie (MKI, 1976-1983)

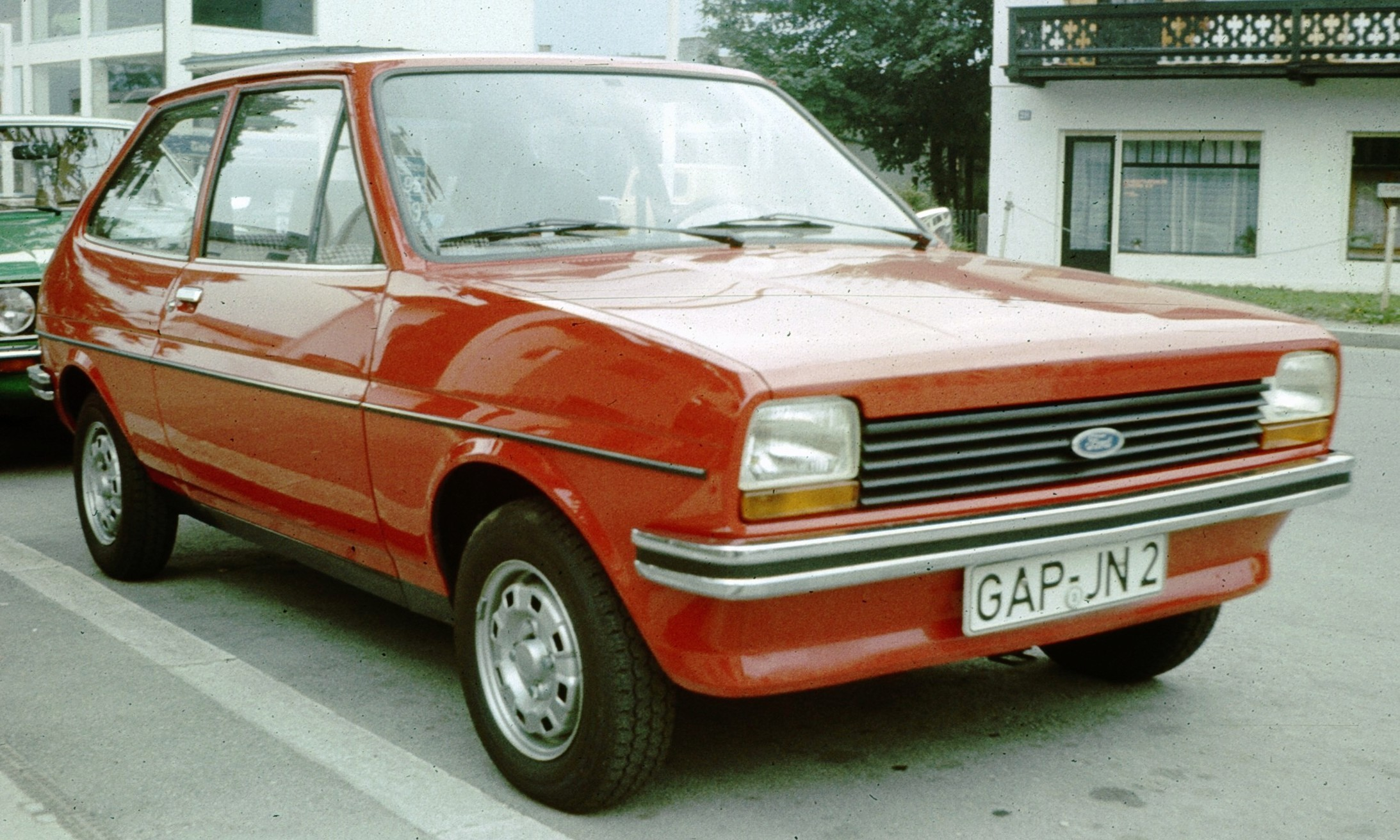
Fiesta prima serie

La prima serie venne lanciata nel maggio del 1976 e si propose come diretta rivale di Fiat 127, Opel Kadett City e Volkswagen Polo. Lo stile era stato anticipato dal concept "Blue car" realizzato dal designer italiano Paolo Martin durante il suo operato in Ghia/De Tomaso.
La vettura era realizzata nella massima semplicità costruttiva per consentire che ogni intervento di manutenzione si espletasse nel più breve tempo possibile. 
Nel 1977, la Ford introdusse, con alcune modifiche (su tutte l'adozione di un nuovo motore 1.6 Kent ed una scocca rinforzata e adeguata alle normative federali) la Fiesta anche nel mercato nordamericano fino al 1981 piazzando circa 300.000 esemplari.
Nell'agosto 1981 un leggero restyling interessò tutte le versioni e venne introdotta una versione di accesso alla gamma denominata "Casual". La versione XR2 venne utilizzata da Ghia come base per il concept Ghia Barchetta, presentato al Salone di Francoforte nel 1983, anno in cui viene sostituita dalla seconda generazione.

## Seconda serie (MKII, 1983-1989)

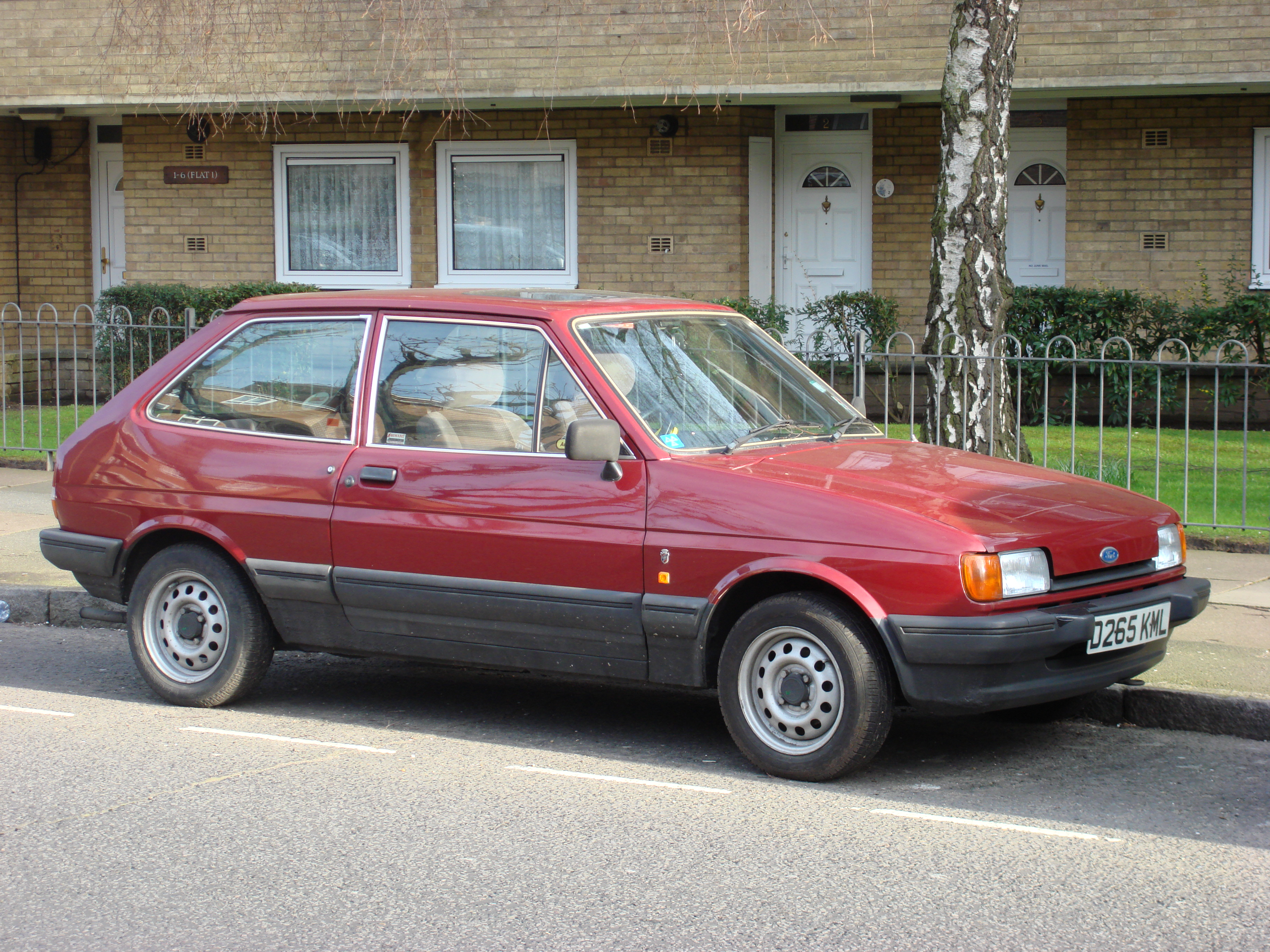
Fiesta seconda serie

Nel settembre 1983 fu presentata la seconda serie della Fiesta, non troppo dissimile dalla sua antenata da cui derivava. Ottenne linee rinnovate, un nuovo frontale con fanali rettangolari più piccoli (che incorporavano ai lati anche le luci delle frecce, nella serie precedente collocate sotto i fanali), una sottile griglia del radiatore, un portellone posteriore leggermente più bombato e dei nuovi fari posteriori. Il coefficiente aerodinamico della vettura venne ridotto da 0.42 Cd a 0.40 Cd.
La novità più importante fu l'adozione del cambio manuale a cinque marce per tutta la gamma a partire dal 1984, il cambio a 4 marce fu mantenuto solo sulle versioni da 957 cm³. 
La Fiesta seconda serie nel 1986 ottenne un leggero restyling in cui guadagnò dei paraurti con la parte centrale in tinta con la carrozzeria e alcune modifiche alla gamma di colori e personalizzazioni, mentre nel 1987 vengono lanciate, sulla base delle versioni 1.1, le versioni CTX con cambio automatico (brevettato dalla Ford) a variazione continua di rapporto, che aveva una logica di funzionamento simile a quella di un cambio manuale a sei rapporti e si tratta, al pari del propulsore a gasolio, di una prima assoluta per l'utilitaria.
Prodotta nei medesimi stabilimenti da cui usciva la generazione precedente, la Fiesta di seconda generazione abbandona il mercato nel 1989 per essere sostituita da una nuova generazione profondamente differente. Al contrario della generazione precedente non ha mai varcato i confini dell'Atlantico: infatti nel Nord America questa generazione della Fiesta non è mai stata venduta, essendo stata rimpiazzata prima (in maniera indiretta) dalla Escort e a partire dal 1987 dalla Festiva realizzata su base Mazda 121.

## Terza serie (MKIII, 1989-1995)

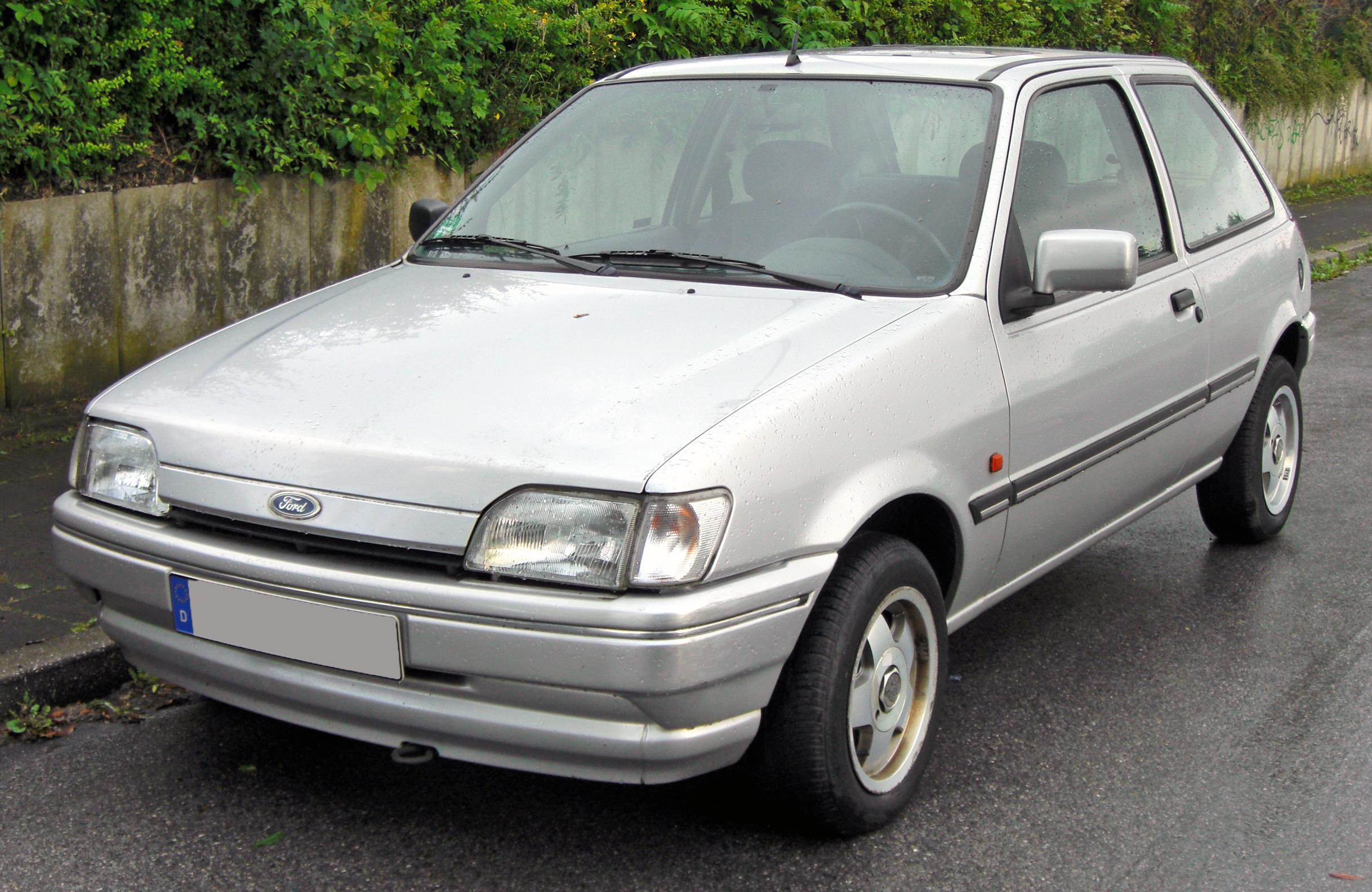
Fiesta terza serie

La terza generazione venne presentata nel marzo del 1989 al Salone di Ginevra, pur essendo state svelate le sue linee già alla fine del 1987. Essa non aveva nulla in comune con la precedente: infatti, la nuova Fiesta era diventata una berlina due volumi moderna. Prima della presentazione, la macchina venne testata non solo sui circuiti privati o sul banco prova, ma anche nelle comuni strade per un totale di 3 milioni di chilometri. Questo fu un primato nella storia della Ford, infatti vennero costruiti circa 250 modelli preserie (con diverse tipologie di carrozzeria, meccanica e allestimenti) che venivano testati ogni settimana per qualità, durabilità, consumi e affidabilità.
La terza serie si pose in diretta concorrenza con la Citroën AX, l'appena rinnovata Fiat Uno, la Opel Corsa, la Peugeot 205, la Renault Super5 (più la Clio dal 1990) e la SEAT Ibiza, e come queste offrì per la prima volta la versione a 5 porte.
Nel 1994, venne apportato un leggero restyling sulla carrozzeria e all'abitacolo.
Già a partire dal mese dopo la sua presentazione, la Fiesta terza serie era in cima alle classifiche di vendita in sette paesi europei. Oltre 500.000 vetture vennero vendute nel 1989, ottenendo nel contempo vari riconoscimenti da parte delle riviste di settore. Nel biennio 1990-1992, vennero immatricolate più di 1.8 milioni di Fiesta in tutta Europa. Solo nel 1992, si raggiunsero le 648.781 unità.
La Fiesta Pro rimase in produzione fino al 1997, quando fu rimpiazzata ufficialmente dalla quarta serie.

## Quarta serie (MKIV, 1995-2002)

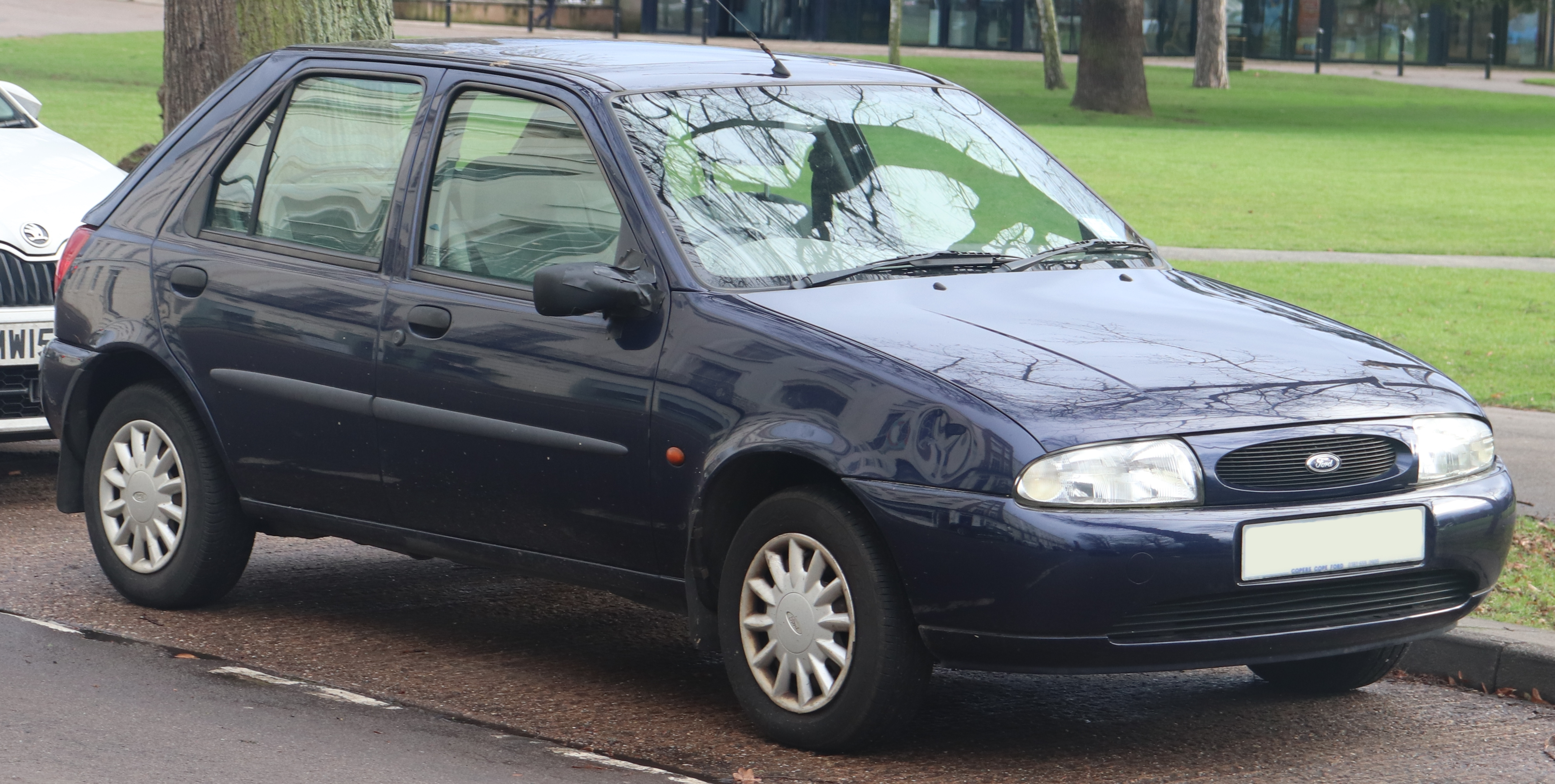
Fiesta IV

La Fiesta Mark IV (nome in codice BE91)  fu lanciata nell'ottobre 1995.
La Mark IV aveva dimensioni simili alla Mark III, condividendone anche la piattaforma e la struttura della carrozzeria in particolare il giro porta, ma beneficiava di un nuovo design sia interno che esterno e di una nuova meccanica.
Il modello portava al debutto una nuova famiglia di motori denominati Zetec-SE, disponibili nelle versioni da 1,2 e 1,4, mentre il motore diesel da 1,8 litri venne leggermente modificato e commercializzato come "Endura DE". Le versioni base rimasero disponibili con l'ultima evoluzione del trentennale motore Ford Kent in versione da 1.3 litri monoalbero, qui ribattezzato Endura-E. Sulla stessa base della Fiesta Mark IV, venne realizzata la Mazda 121, che ne condivideva gran parte della carrozzeria e veniva costruita sulle medesime linee di produzione utilizzando quasi tutte le stesse componenti. La vettura uscì di produzione nel 2002.

## Quinta serie (MKV, 2002-2008)

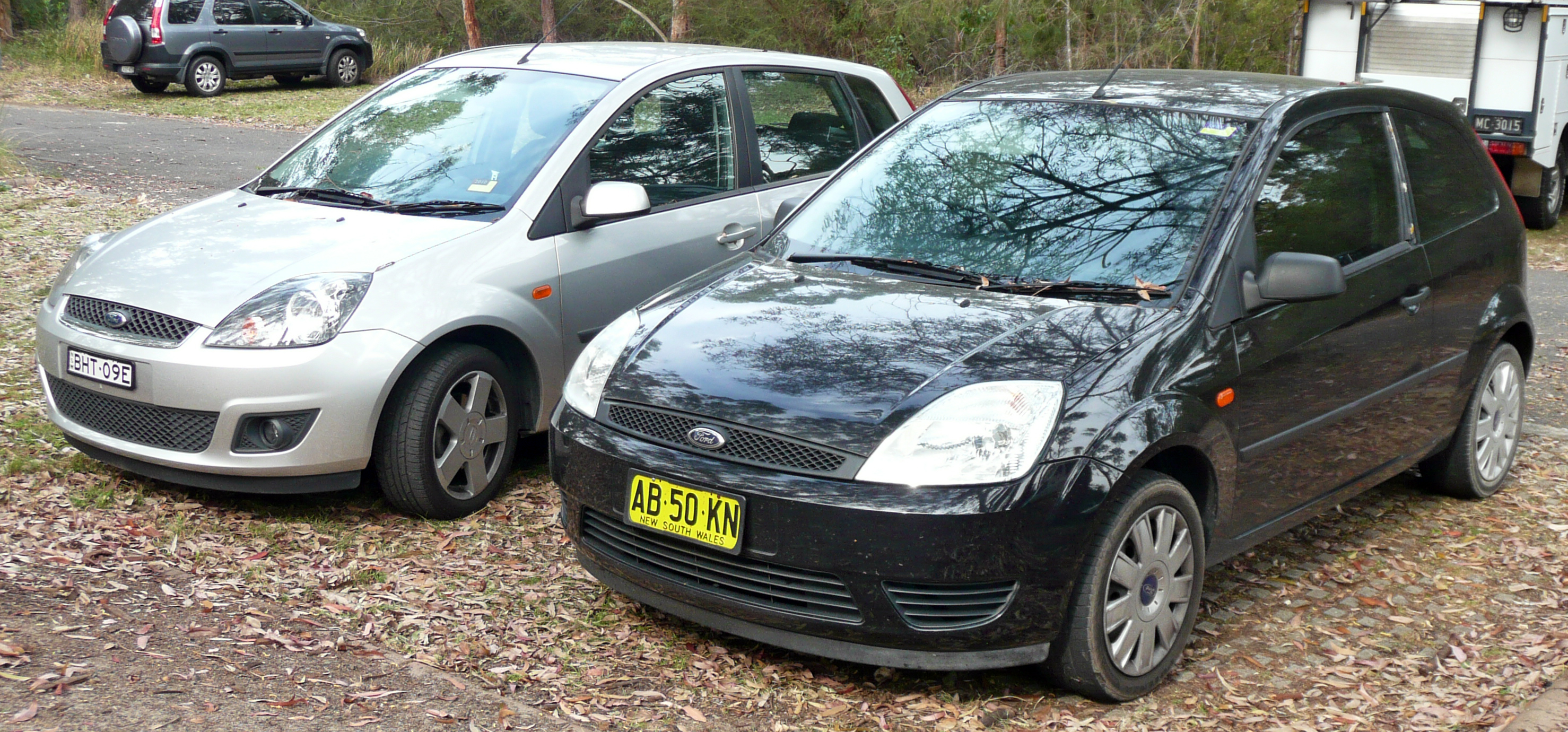
Fiesta V

Il 1 aprile 2002 venne presentata la Fiesta V. La produzione presso lo stabilimento di Almussafes iniziò il 29 aprile 2002. La maggior parte dei motori furono ripresi dalla precedente Fiesta, ma furono ribattezzati "Duratec", poiché il nome "Zetec" venne utilizzato esclusivamente per i modelli più sportivi.
I livelli di allestimento disponibili inizialmente erano Finesse, LX, Zetec e Ghia. La quinta generazione fu anche la prima Fiesta a disporre di serie del sistema antibloccaggio dei freni.
Realizzata su un nuovo pianale, i motori disponibili erano dei benzina aspirati con cilindrate da 1,2, 1,3, 1,4, 1,6  2,0 litri e due diesel common-rail Duratorq TDCi da 1,4 litri 8v e 1.6 litri 16v costruiti in joint venture con PSA.
Questa è stata la prima Fiesta ad essere venduta anche in Asia e Australasia negli allestimenti 1,6 litri LX tre/cinque porte, Zetec tre porte, Ghia cinque porte), andando a sostituire la Ford Festiva basata sulla Kia Pride. In Brasile e in Argentina venne introdotta alla fine del 2004 una versione berlina tre volumi a quattro porte. Un modello di Fiesta simile, ma con un frontale e una parte anteriore diversa, venne venduta in India a partire dalla fine del 2005. Nel 2005 venne sottoposta ad un restyling, per poi uscire di produzione nel 2008.

## Sesta serie (MKVI, 2008-2017)

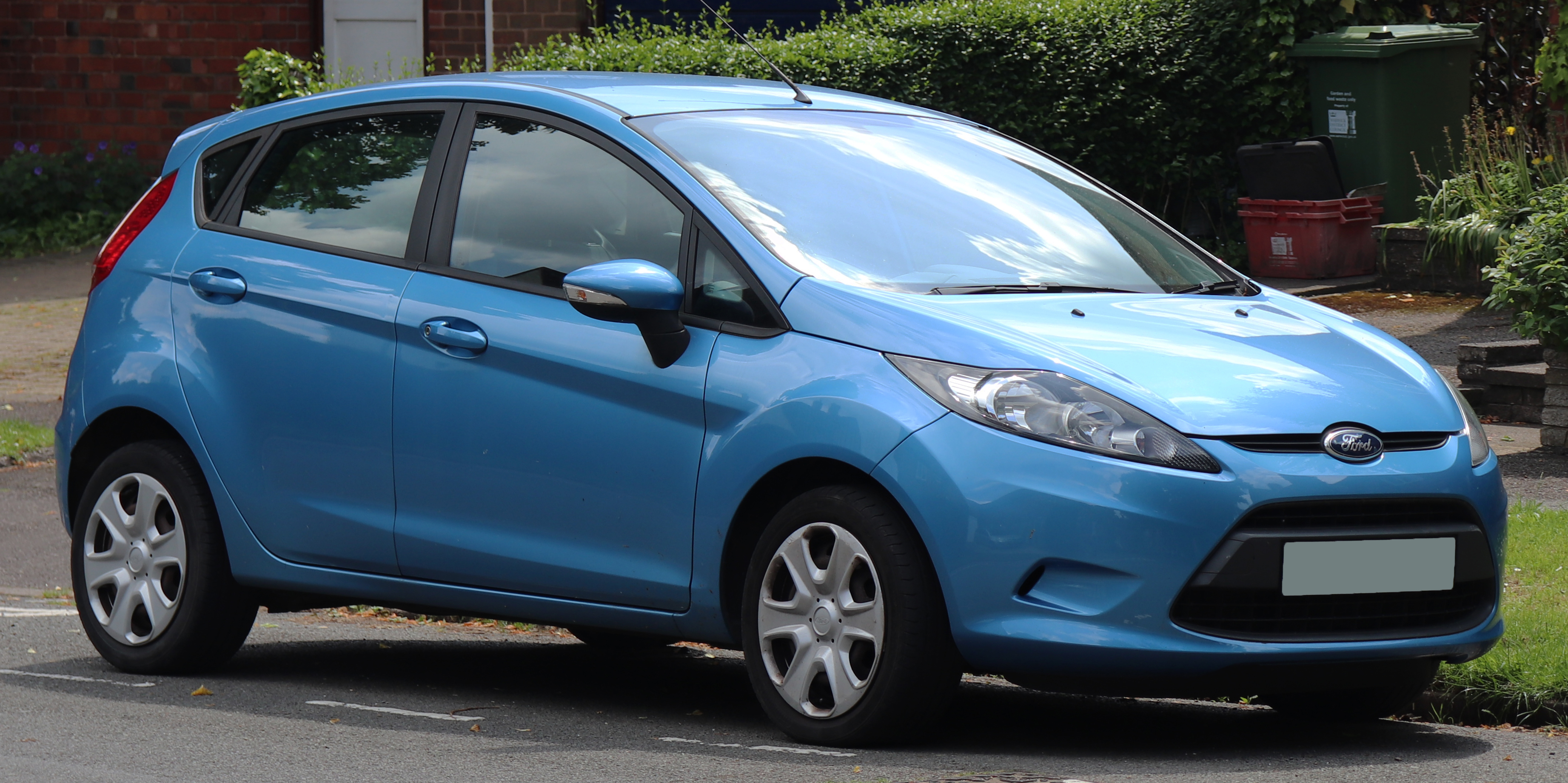
Fiesta VI

La Fiesta di sesta generazione, nota anche come Mark VI o Mark VII è stata presentata in forma di concept car come Ford Verve al Salone di Francoforte nel settembre 2007 per poi venire commercializzata nel 2008 nei principali mercati europei, Australia e gli Stati Uniti. Sviluppata con il nome in codice di progetto B299 e B409, questo modello utilizza la nuova piattaforma globale Ford B-car. 
Il modello è stato lanciato nell'ambito della strategia aziendale "One Ford", che prevedeva la produzione e la vendita di singoli modelli per il mercato globale per ottenere maggiord efficienza ed economia di scala, invece di realizzare singoli modelli per i vari mercati continentali. La produzione è iniziata nello stabilimento Ford di Colonia in Germania nell'agosto 2008, per poi venire costruita in un secondo stabilimento a Valencia in Spagna dall'inizio del 2009. La produzione in Cina, Thailandia e Messico è iniziata tra la fine del 2008 e il 2010. In Brasile, la produzione della versione è iniziata nel 2013.
Alla fine di settembre 2012 al salone di Parigi, la Fiesta per il mercato europeo ha subito un restyling con le vendite partite ad inizio 2013. È stata la prima vettura Ford ad utilizzare il nuovo linguaggio stilistico Ford, che includeva la nuova griglia trapezoidale, successivamente utilizzata su altri modelli compreso come la Focus, Fusion e Mustang. La produzione e le vendite della Ford Fiesta di sesta generazione sono state interrotte nel 2018.

## Settima serie (MKVII, 2017-2023)

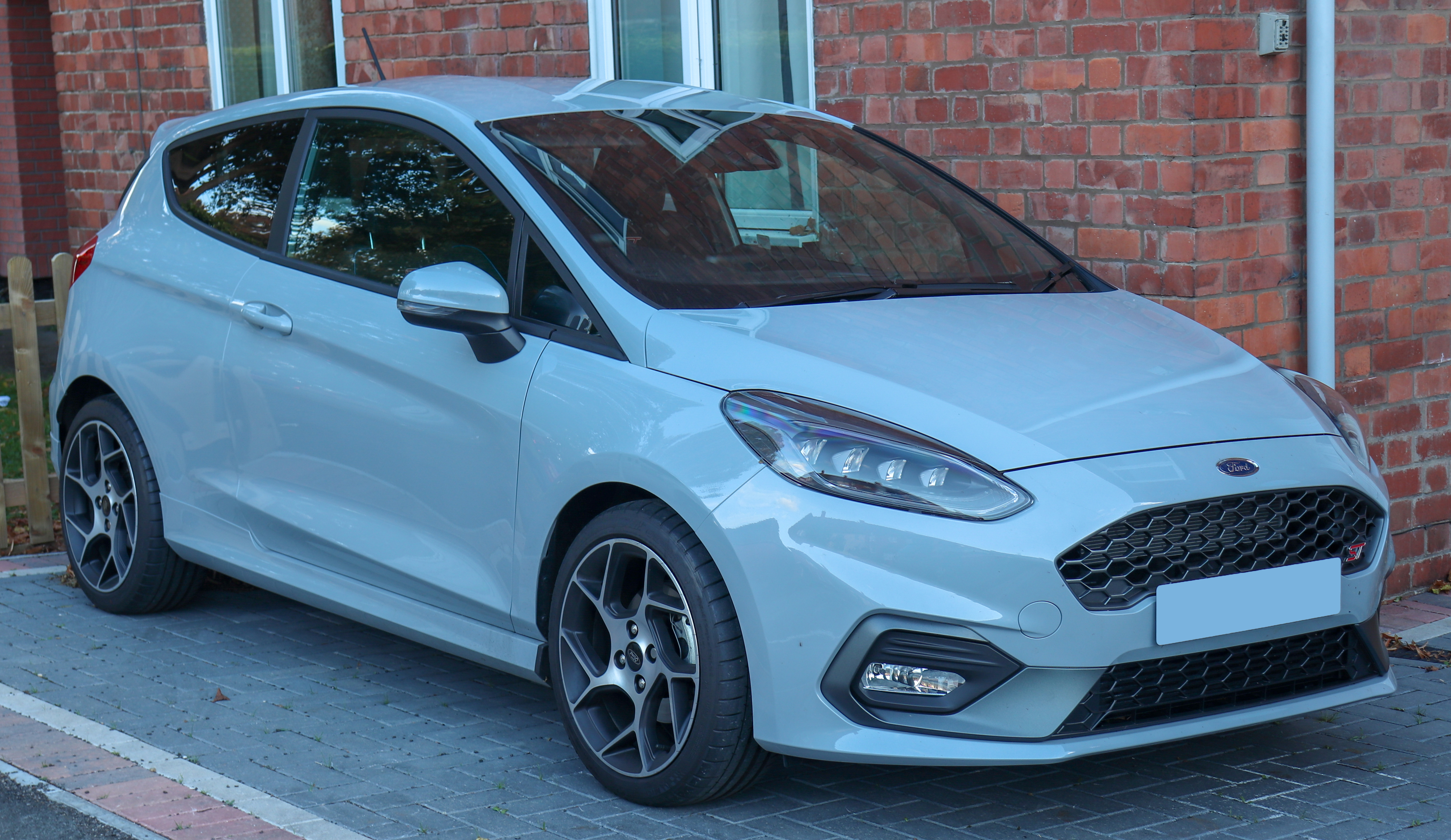
Fiesta VII

Il 29 novembre 2016 è stata presentata ufficialmente la settima generazione della Fiesta in occasione di un evento chiamato Go Further presso lo stabilimento di Colonia. La produzione della settima serie è iniziata il 16 maggio 2017, con il lancio ufficiale sul mercato avvenuto l'8 luglio 2017.
Rispetto alla Mk6, la carrozzeria del nuovo modello è stata modificato solo parzialmente, con i cambiamenti maggiori che si concentrano al posteriore caratterizzato da nuovi fanali posteriori orizzontali. La nuova Fiesta è sette centimetri più lunga e 1,2 cm più larga rispetto alla Mk6. Per la prima volta sulla Fiesta sono disponibili 15 sistemi di assistenza alla guida, tra cui l'assistente alla frenata di emergenza, l'assistente al parcheggio, gli abbaglianti automatici e il cruise control adattivo. Al lancio solo disponibili solo motori a benzina a tre cilindri tra cui il 1,0 Ecoboost della passata generazione. La nuova versione della Fiesta ST, presentata all'inizio del 2018, adotta anch'essa un tre cilindri ma da 1,5 litri.
A luglio 2023 cessa definitivamente la produzione, dopo oltre 47 anni di storia e 7 generazioni.

## La sicurezza
Per quanto riguarda la sicurezza automobilistica la Fiesta è stata sottoposta cinque volte ai crash test dell'Euro NCAP, una prima volta nel 1997, una seconda nel 2000, una terza nel 2002, una quarta nel 2008 e una quinta nel 2017, raggiungendo il punteggio di 3 stelle nelle prime due occasioni, 4 nella terza, mentre la sesta e la settima serie hanno ottenuto il risultato di 5 stelle.

## Competizioni sportive

### Rally

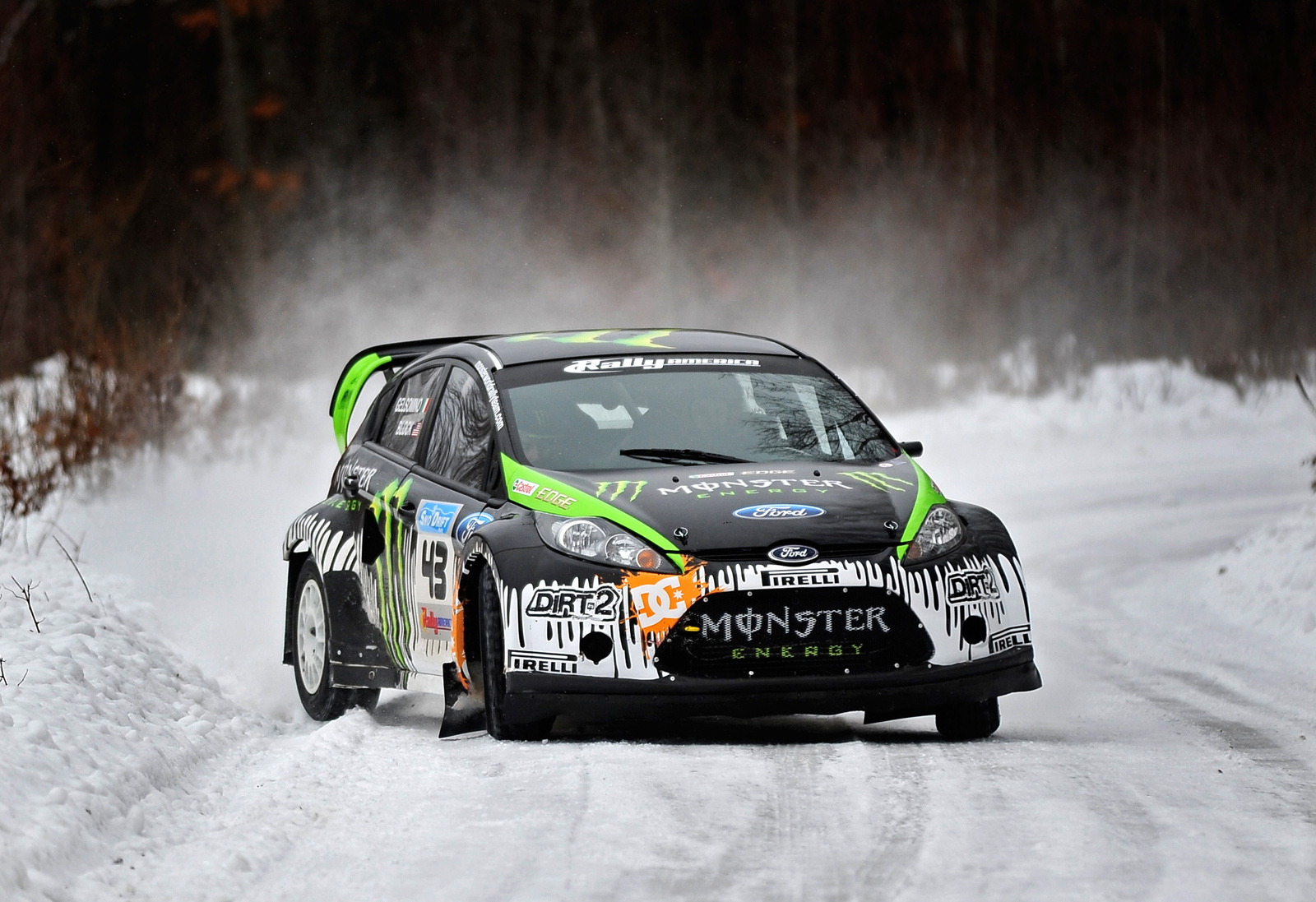
Ken Block alla guida della sua Fiesta RS WRC Monster durante i test invernali del 2010

Due Ford Fiesta furono impiegate nel Rally di Monte Carlo del 1979, la prima era pilotata dalla coppia Roger Clark/Jim Porter, mentre la seconda da Ari Vatanen e David Richards. Entrambe le vetture furono modificate con componenti da competizione e possedevano della tecnologia innovativa per il tempo, come il differenziale a slittamento limitato. Le auto vennero motorizzate con una versione elaborata del 1.6 litri Kent ed ebbero un buon comportamento su neve e ghiaccio.
Il ritorno della Fiesta nel rally si ebbe nel 2002 con la presentazione del RallyeConcept. La sua realizzazione avvenne con l'aiuto della RallyeSport, che qualche anno prima si occupò dello sviluppo della Super Puma 1600 e delle auto da rally Focus WRC. Lo sviluppo del prototipo venne portato avanti finché la Fiesta Super 1600 esordì in Grecia nel 2004.

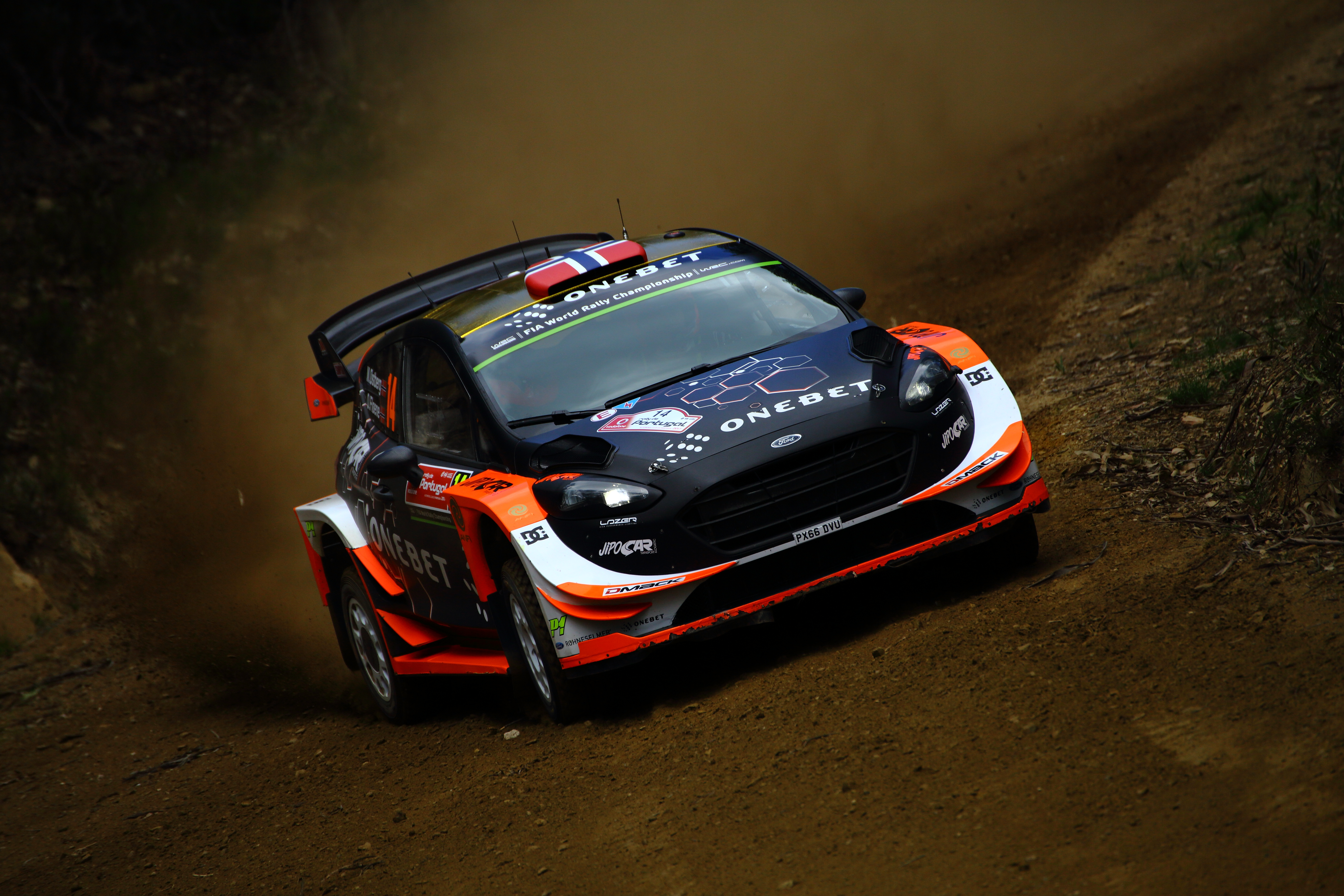
Ford Fiesta WRC al rally di Portogallo 2017

Nel marzo 2007 venne introdotta la Super 2000, mentre nel 2009 venne presentata la Fiesta R2 basata sulla sesta generazione, con una massa di 1030 kg e spinta da un motore benzina 1.6 litri da 163 CV.
Nel 2010 l'accoppiata Hirvonen-Lehtinen vinse il Rally di Monte Carlo, mentre il pilota statunitense Ken Block decise di utilizzare una Fiesta per la realizzazione dei cortometraggi Gincana, fatti di manovre particolarmente veloci e complesse.
A partire dal 2011, la Ford Focus WRC venne sostituita dalla Fiesta RS WRC nel campionato mondiale e dal 2017 quest'ultima venne sostituita dalla Fiesta WRC, rispondente al nuovo regolamento tecnico approvato dalla FIA per il mondiale WRC 2017.

### Rallycross
In questa specialità venne impiegata la Fiesta ERC Div 1 con un 2.0 litri Duratec turbo, funzionante a benzina o con E85 (85% etanolo e 15% benzina). La potenza massima era di 560 CV (410 kW), mentre la coppia di 820 Nm. La massa della vettura di 1.200 kg permetteva un'accelerazione 0 a 100 km/h in 2,8 secondi. 

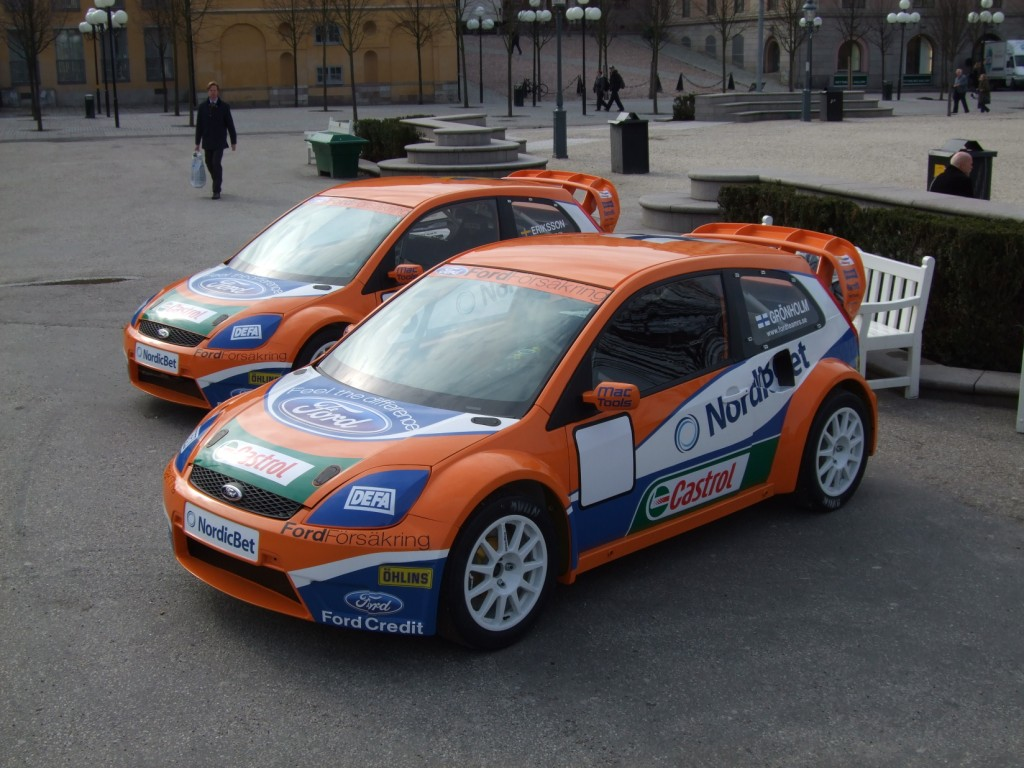
Ford Fiesta ERC 2008 di Marcus Grönholm

La Fiesta ERC venne pilotata da Andreas Erikkson, Marcus Grönholm, Tanner Foust e altri piloti minori. Le ERC erano più piccole e potenti delle versioni WRC. Con l'arrivo della sesta generazione, venne realizzata anche la nuova Fiesta Rallycross. 
Quest'ultima venne ulteriormente potenziata e usata nel 2009 nella Pikes Peak con al volante Marcus Grönholm. Il motore utilizzato fu un Duratec 2.0 litri 4 cilindri sovralimentato con ben 800 CV.

### Campionato monomarca
In Gran Bretagna esiste un campionato monomarca riservato alle sole Ford Fiesta, le quali vengono divise in 4 diverse classi.
- Classe A: Comprende le Fiesta di terza generazione dotate di propulsore Zetec 1800 cc dalla potenza di 130 CV.
- Classe B: È riservata alle Fiesta Zetec-S con propulsore da 1400 cc.
- Classe C: Racchiude le Ford Fiesta ST di quinta generazione con configurazione Gruppo N.
- Classe D: Implementa le Fiesta Zetec-S di sesta generazione in configurazione Gruppo N.[13]